# خير أباد (زين أباد)
خیر أباد (بالفارسية: خیرآباد) هي قرية تقع في إيران في قسم زين أباد الريفي. يقدر عدد سكانها بـ 327 نسمة .